# Solanum acaule
Espèce
Classification phylogénétique
Solanum acaule est une espèce de plante herbacée tubéreuse appartenant au genre Solanum et à la famille des Solanacées, originaire des régions andines d'Amérique du Sud.
Cette espèce de pomme de terre sauvage, proche de la pomme de terre cultivée (Solanum tuberosum), classée comme celle-ci dans la section Petota du genre Solanum, est également tétraploïde (2n=4x=48).

## Caractéristiques
Solanum acaule a un port prostré, aux feuilles imparipennées, formant  une rosette de 15 à 20 cm de diamètre, sans tiges ou à tiges assez courtes.
Les tubercules, ovales ou ronds, de couleur blanche, ont 1,5 à 2 cm de long.
Cette espèce est l'une des plus résistantes au froid parmi les pommes de terre sauvages.

## Distribution et habitat
L'espèce a une aire de répartition relativement étendue. On la trouve dans les régions andines allant du nord du Pérou (région d'Ancash) au nord-ouest de l'Argentine (province de Rioja). En Bolivie, elle est fréquente dans la Puna, en particulier aux alentours du lac Titicaca.
En altitude, son habitat s'étage entre 2600 et 4600 mètres, altitude la plus élevée constatée parmi toutes les pommes de terre sauvages.